# 更寮 (新北市)
更寮，是台灣新北市五股區的一個地名，位於該區東南部。相較於今日行政區，其範圍大致包括成德里東半部、成州里東部、更寮里不含西南部、興珍里不含西部及最東端。
本地區大部分現為二重疏洪道的主要範圍，位於堤防外的區域僅存台64線五股二交流道以西地帶、新北產業園區東北部及靠近蘆洲區的中興路兩側地區等地。

## 歷史
台灣清治末期至日治前期，該地區為一街庄，稱為「更藔庄」，隸屬於興直堡。該庄北隔淡水河與中洲埔庄為鄰，東與水湳庄、南港仔庄、中路庄、溪墘庄為鄰，南邊為二重埔庄、頭前庄，西邊為新塭庄、水碓庄、五股坑庄、洲仔庄、成仔藔庄。
1920年（日治大正九年），該庄改制並雅化為「更寮」大字，隸屬於臺北州新莊郡五股庄，大字下有「更寮」、「鴨母港」、「下竹圍」、「洲子尾」、「羅古」、「樹林頭」、「褒子寮」小字名。戰後五股庄改制為五股鄉，隸屬於臺北縣，大字亦改制為村。2010年12月，臺北縣改制為新北市，五股鄉改制為五股區，村亦改制為里。

## 交通
國道1號橫向經過更寮中部，但在境內未設交流道。省道台64線（東西向快速公路八里新店線）縱向經過西部，在境內設有「五股二交流道」。

## 學校
- 更寮國小

## 公園
- 疏洪生態公園
- 疏洪沼澤公園